# Buchenau (Eiterfeld)
Buchenau is een plaats in de Duitse gemeente Eiterfeld, deelstaat Hessen, en telt 353 inwoners (2017).